# Густелница
Густелница је насељено место у саставу Града Велике Горице, у Туропољу, Република Хрватска.

## Становништво
| Националност       | 1991.      |
| Хрвати             | 147 (100%) |
| Срби               | 0          |
| Југословени        | 0          |
| остали и непознато | 0          |
| Укупно             | 147        |